# Desa Tlogotirto (administrativ by i Indonesien, lat -7,19, long 111,20)
Desa Tlogotirto är en administrativ by i Indonesien.   Den ligger i provinsen Jawa Tengah, i den västra delen av landet, 500 km öster om huvudstaden Jakarta.